# Vyatskoye (Krai de Jabárovsk)
Viátskoie, Vyatskoye, Viatsk o Viatskoe (en ruso: Вя́тское) es un pueblo de pesca pequeño en el Krai de Jabárovsk, Rusia, localizado en el lado del este del río Amur, 70 kilómetros (43) al noroeste de Jabárovsk. Allí se estaciona la 76.ª Brigada Técnica de Radio.

## Historia
Los habitantes originales aparentemente eran varios pueblos tunguses.
Anteriormente era parte de la Manchuria Exterior, aunque Vyatskoye, junto con Jabárovsk y Vladivostok fueron cedidos al Imperio ruso por la dinastía Qing como parte de la Convención de Pekín de 1860.
Durante la Segunda Guerra Mundial cercana Vyatskoye fue un campamento para la 88.ª Brigada Soviética, formada por guerrilleros chinos y coreanos. Kim Il-Sung, futuro líder supremo de Corea del Norte, fue destinado como capitán del Ejército Rojo soviético al mando de un batallón, y según algunas fuentes, su familia vivía allí también. Según las mismas fuentes, su hijo Kim Jong-il nació allí el 16 de febrero de 1941 (a pesar de que el gobierno norcoreano reclama que Kim Jong-il nació en el Monte Paektu en la Corea japonesa un año después, el 16 de febrero de 1942). Los residentes del pueblo afirman que Kim Man-il (a veces conocido como Kim Pyong-il) cayó en un pozo y murió, y fue enterrado allí; sin embargo, otras fuentes reclaman que Kim Man-il se ahogó en una piscina en Pyongyang, en 1947.